# 畑道也 (音楽学者)
畑 道也（はた みちや、1939年7月2日 - 2008年3月25日）は、日本の音楽学者。関西学院大学文学部教授、同学院院長（第14代）を歴任した。

## 人物
西欧音楽史、および音楽を中心とする文化変容が専門。父は畑歓三。

## 来歴
大阪府生まれ、兵庫県西宮市で幼少期を送る。関西学院中学部・高等部卒業後、1964年に関西学院大学文学部を卒業。1970年、関西学院大学大学院文学研究科博士課程単位取得退学。1982年より関西学院大学文学部美学科教授、2004年4月から2007年3月まで、関西学院第14代院長を務めた。この他に、関西学院大学交響楽団で、名誉顧問と常任指揮を務めた。2008年3月25日、気管支肺炎のため死去。

## 著書
- 畑道也：一般大学における音楽学の敎育をめぐって （関西学院大学総合敎育研究室, 1989）
- 谷村晃、畑道也、山口修 （編）：音は生きている (芸術学フォーラム) [単行本] 勁草書房 (1991/10) ISBN 978-4326848416
- 畑道也、現代音楽の軌跡――環境化への志向（神林恒道 編、現代芸術のトポロジ（勁草書房、1987年））ISBN 978-4-326-15193-6
- 畑道也「トレス海峡諸島音楽史研究に向けて」『人文論究』第47巻第3号、関西学院大学、1997年12月、31-43頁、ISSN 02866773、NAID 110000239375。
- 畑道也、F. Schubert, 「"Die Schöne Müllerin" について : 第1曲 ″Das Wandern″」『人文論究』 vol. 24, no.2, 90-101 (1974).

- 畑道也、「Leonard B. Meyer の音楽論」『人文論究』 vol. 20, no.3, 23-38 (1970).
- 畑道也、「“Gain all you can, Save all you can, and Give all you can !” (John Wesley)」『チャペル週報』 vol.5, 4-5 (2005).